# Lishui, Guangdong
Lishui (kinesiska: 里水) är en köping i sydöstra Kina. Den ligger i stadsdistriktet Nanhai i staden Foshan i  provinsen Guangdong, omkring 13 kilometer nordväst om provinshuvudstaden Guangzhou. Antalet invånare är 273 914. Befolkningen består av 119 391 kvinnor och 154 523 män. Barn under 15 år utgör 8,0 %, vuxna 15-64 år 86 %, och äldre över 65 år 4,0 %.